# Gunter Mlynski
Gunter Mlynski (* 28. September 1940 in Berlin) ist ein deutscher Hals-Nasen-Ohren-Arzt. Er ist der Begründer der Rhinoresistometrie, einer objektiven Messart zur Beurteilung einer Nasenatmungsbehinderung.
Nach seinem Studium an der HNO-Universitätsklinik der Friedrich-Schiller-Universität Jena von 1968 bis 1973 promovierte er dort 1979 und erlangte 1985 die Habilitation. Nach Tätigkeiten als Stationsarzt und als leitender Arzt der Jenaer Poliklinik, wechselte er 1987 an die HNO-Klinik der Ernst-Moritz-Arndt-Universität Greifswald, deren Oberarzt und später Leitender Oberarzt er bis zur Pensionierung 2005 war. Von 1990 bis einschließlich 2006 richtete er den Greifswalder Nasenoperationskurs zur „Funktionell-ästhetischen Chirurgie der Nase“ aus, der der in Europa traditionsreichste Operationskurs für Korrekturen der Inneren und Äußeren Nase ist.
Durch Leitung der Arbeitsgruppe „Respiratorische Funktion der Nase“ zunächst in der DDR, dann auch innerhalb der Deutschen Gesellschaft für Hals-Nasen-Ohrenheilkunde, Kopf- und Hals-Chirurgie prägte der die funktionelle Ausrichtung der Rhinologie und erhielt für seine Verdienste 2004 die Ludwig-Haymann-Medaille.
Gunter Mlynski führte ferner mehrfach in Tbilissi (Georgien) Nasenoperationskurse zur Weiterbildung der HNO-Kollegen durch und erhielt für seine besonderen Verdienste von der staatlichen medizinischen Akademie Tbilissi nach über zwanzigjähriger Verbundenheit den Titel eines Ehrenprofessors.
2025 wurde ihm das Bundesverdienstkreuz am Bande verliehen.
Gunter Mlynski erlangte auch als Jazzposaunist Bekanntheit. Er wirkt gegenwärtig in der Alexander Blume Jazz Family mit. Ehrenamtlich wirkt Mlynski auch als Vorstandsvorsitzender im Förderverein Schloss Stolpe e. V.

## Veröffentlichungen (Auswahl)
- HNO Praxis heute. Bd. 20, Aufl. 1, Springer Verlag Berlin/Heidelberg 2000, ISBN 3-540-67001-7
- Physiology and Pathophysiology of Nasal Breathing. In: Essentials of Septorhinoplasty. Hrsg.: Hans Behrbohm; M.Eugene Tardy, 1. Aufl., Stuttgart-New York: Georg Thieme 2004, ISBN 3-13-131911-9 (GTV) ISBN 1-58890-208-0, S. 75–87
- Strömung und Konditionierung  der Atemluft. Laryng-Rhino-Otol 2000, (79): S. 636–638